# Albarracina korbi
Albarracina korbi är en fjärilsart som beskrevs av Otto Staudinger 1883. Albarracina korbi ingår i släktet Albarracina och familjen tofsspinnare. Inga underarter finns listade i Catalogue of Life.